# Pietro I Orseolo
San Pietro I Orseolo (fine anni 920 – Abbazia di San Michele di Cuxa, 10 gennaio 987 o 988) è stato il 23º doge del Ducato di Venezia dal 976 al 978. È venerato come santo dalla Chiesa cattolica.

## Biografia

### Origini e prime notizie
Fu il primo membro della famiglia Orseolo a distinguersi nella vita politica veneziana. Sposò Felicia, da cui ebbe l'omonimo figlio, che fu a sua volta doge dal 991 al 1009, e una figlia di cui non si conosce il nome, sposata a Giovanni Morosini.
Secondo la testimonianza di Giovanni diacono, al momento della sua rinuncia al dogato nel 978 non aveva più di cinquant'anni, pertanto sarebbe nato verso la fine degli anni 920.
Il primo documento a citarlo risale invece al giugno del 960, quando sottoscrisse un decreto del doge Pietro IV Candiano che inibiva il commercio degli schiavi. Il suo nome compare anche in un documento del luglio 971 con cui lo stesso doge, su pressione dei Bizantini impegnati contro i Fatimidi, vietava ai Veneziani la vendita di armi e legname ai saraceni.
Tutto ciò fa capire come già in quel periodo l'Orseolo rivestisse una posizione di un certo prestigio all'interno della società lagunare.

### Dogato
Nel 976, probabilmente il 12 agosto, fu eletto doge. Sostituì Pietro IV Candiano, ucciso il giorno precedente dagli avversari che si opponevano alla sua vicinanza con la dinastia ottoniana, in contrasto con gli interessi marittimi del Ducato e la sua tradizionale equidistanza tra i due imperi. Evidentemente l'Orseolo apparteneva a questa fazione.
La sua elezione avvenne a conclusione di un'assemblea riunita nella cattedrale di San Pietro di Castello, poiché sia il Palazzo ducale, sia la cappella ducale di San Marco erano stati danneggiati dai rivoltosi che avevano appiccato un incendio per stanare il Candiano.
La sua prima azione di governo fu la regolazione dei rapporti patrimoniali con la vedova del predecessore, Waldrada, figlia del marchese Uberto di Toscana e parente dell'imperatrice Adelaide. Al termine delle trattative, nel settembre 976, la donna rinunciò ad ogni rivendicazione, riconfermando quanto stabilito il 25 ottobre successivo. Rimaneva irrisolta la questione dei beni sequestrati ai Candiano, rivendicati dal figlio di Pietro IV, il patriarca di Grado Vitale, sostenuto dall'imperatore Ottone II.
Successivamente l'Orseolo si occupò del restauro degli edifici colpiti dalla rivolta; tra l'altro, commissionò a Costantinopoli la famosa Pala d'oro. Il 17 ottobre 977 si accordò con il conte d'Istria Sicardo in favore dei commerci veneziani nella regione.

### Abdicazione
Nonostante questi successi, la politica del doge continuava ad essere fortemente osteggiata dai sostenitori dei Candiano, sostenuti dall'imperatore germanico. Forse fu proprio questi a suggerire l'arrivo in laguna di Guarino, abate di San Michele di Cuxà, che tornava da un pellegrinaggio a Roma. Il monaco incontrò il doge e cercò di convincerlo ad abdicare e a ritirarsi dal mondo.
Pietro non accolse la proposta, ma nell'estate del 978 Guarino tornò a Venezia, assieme al giovane san Romualdo e a un eremita di nome Marino. In questa occasione il doge cedette e, nella notte del 31 agosto dello stesso anno, lasciò di nascosto il Ducato e raggiunse un luogo non lontano dal monastero di sant'Ilario (che raggiunse evidentemente via acqua) per poi proseguire via cavallo per Vercelli e quindi al monastero di Cuxà nei Pirenei assieme ai tre monaci, al genero Giovanni Morosini e a Giovanni Gradenigo.
Al di là dell'interpretazione di questa scelta (dettata da motivazioni religiose secondo Giovanni diacono, politiche secondo Pier Damiani), dopo di essa prevalse la fazione avversa, tanto che il suo successore fu Vitale Candiano, omonimo e parente del patriarca gradense.
Morì il 10 gennaio del 987 o del 988 a Cuxà, dove fu sepolto.

## Canonizzazione e iconografia
Nel 1027 fu proclamato beato dalla chiesa di Roma, ed il suo corpo venne portato all'interno della chiesa di Cuxa. Intervennero poi molti spostamenti, finché il 6 dicembre 1644 le sue ossa furono chiuse in una cassa di legno dorato esposta sopra un altare dedicato a san Romualdo, cui venne aggiunto anche il suo nome.
Il 18 aprile 1731 fu proclamato santo da Clemente XII. La Serenissima chiese di avere delle reliquie e ottenne tre ossa della gamba sinistra. Queste arrivarono a Venezia nel 1732 ed il 7 gennaio 1733 vennero depositate nella Basilica di San Marco, dentro un'urna d'argento. Il 7 febbraio 1732 si svolse una sontuosa cerimonia e alla messa solenne cantò il celebre sopranista Farinelli. Da questa data, il Senato stabilì che il 14 gennaio di ogni anno si svolgesse una messa solenne, alla presenza del doge, in cui venivano esposte le reliquie di san Pietro Orseolo. Nel 1790, al tempo della rivoluzione francese, per timore dei sacrilegi l'ultimo abate di Cuxa portò le reliquie nella chiesa di San Pietro di Prades.
Oggi è compatrono secondario di Venezia.
Un suo ritratto è conservato nella chiesa dell'Assunta annessa alla Ca' di Dio a Venezia, ed un mosaico del XIII-XIV secolo nella cappella del battistero della basilica di San Marco lo raffigura vestito da monaco e con il corno ducale in mano. Al suo ritratto, nella galleria dei dogi del palazzo ducale, fu aggiunta l'aureola dopo la canonizzazione.
La moglie Felicita è compresa in un elenco di beati veneziani, benché non sia stata proclamata dalla Chiesa.